# Mike Knörr
Mike Knörr, né le 20 janvier 1966, à Zirndorf en Allemagne de l'Ouest, est un ancien joueur américano-allemand de basket-ball. Il évolue durant sa carrière au poste d'ailier.